# Peire Milon
Peire Milon (o Milo) (fl. primera meitat del segle xiii) fou un trobador, possiblement d'origen italià.

## Vida
Es conserven dos retrats d'aquest trobador en els cançoners I i K. El fet que se'n conservin retrats fa pensar que era considerat un trobador important pels seus contemporanis. Recentment s'ha trobat uns fragments, de difícil lectura per mala conservació del manuscrit, de la vida. En general, és un trobador poc estudiat.
Es conserven nou peces de la seva producció, de les quals vuit són cançons i la novena (349,3), una cobla.

## Obra

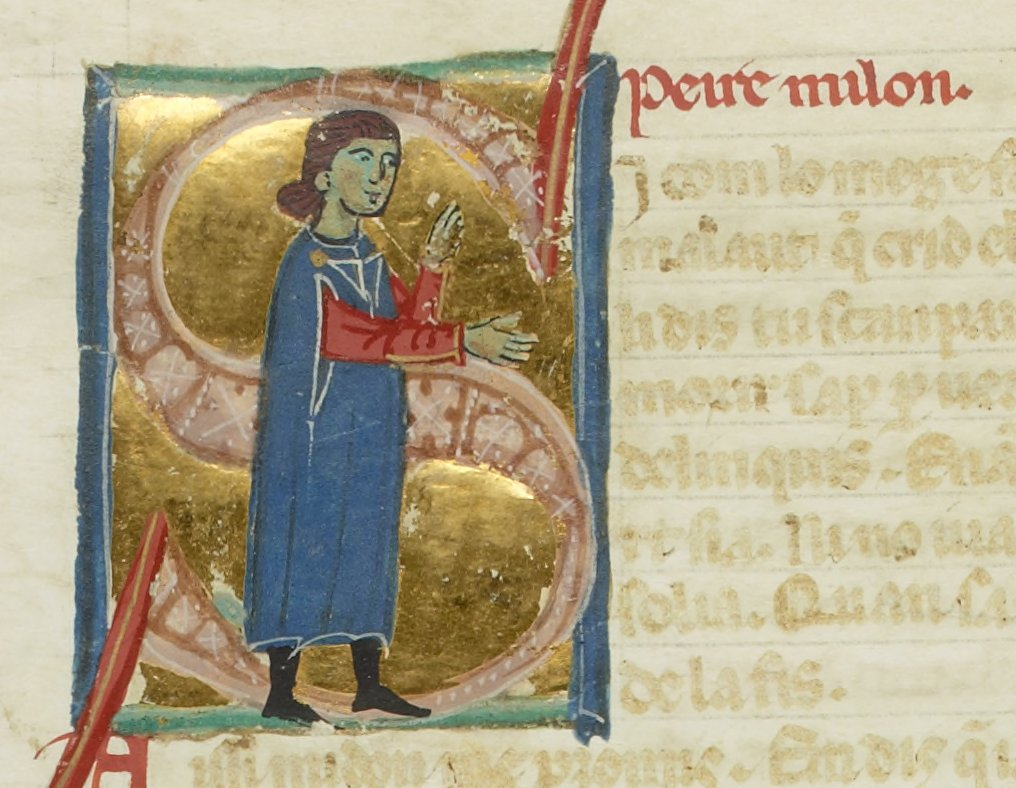
BnF ms. 854 fol. 147v; cançoner I

- (349,1)[2] Aisi m'aven com cel qui segnor dos
- (349,2) A vos, merces, vueilh dire mon afaire
- (349,3) En amor trob pietat gran
- (349,4) Per pratz vertz ni per amor
- (349,5) Pos l'uns auzels envas l'autre s'atura
- (349,6) Pois qe dal cor m'aven, farai chanzos
- (349,7) Quant on troba dos bos combatedor
- (349,8) S'ieu ai d'amor sufert ni mal ni pena
- (349,9) Si com lo mege fa crer

### Repertoris
- Alfred Pillet / Henry Carstens, Bibliographie der Troubadours von Dr. Alfred Pillet […] ergänzt, weitergeführt und herausgegeben von Dr. Henry Carstens. Halle : Niemeyer, 1933 [Peire Milon és el número PC 349]
- Martí de Riquer, Vidas y retratos de trovadores. Textos y miniaturas del siglo XIII, Barcelona, Círculo de Lectores, 1995 p. 326-327 [Reproducció de les miniatures dels cançoners I i K]